# Thập niên 220
Thập niên 220 hay thập kỷ 220 chỉ đến những năm từ 220 đến 229.